# Neoscona tedgenica
Neoscona tedgenica là một loài nhện trong họ Araneidae.
Loài này thuộc chi Neoscona. Neoscona tedgenica được miêu tả năm 1978 bởi Bakhvalov.